# Jorge Riveros
Jorge Riveros (Ocaña, 10 de noviembre de 1934) es  pintor, escultor y dibujante colombiano.
Es un artista colombiano que ha evolucionado en su trayectoria profesional logrando un aspecto importante en sus obras: la significación.

## Comienzos
Durante el año 1948 se trasladó a Bogotá y posteriormente, en el año 1950, fue dibujante en los periódicos  "El Liberal", "El Diario Gráfico" y la revista Cromos de esta ciudad. 
Ingresó a estudiar en la Escuela Nacional de Bellas Artes desde 1951 hasta 1956, graduándose con el título de Maestro en Pintura y Profesor de dibujo. A partir de ese momento, trabajó como docente en varios centros de dibujo artístico. 
Fue en el año 1960 cuando tuvo su primera exposición individual de obra figurativa - impresionista, tendencia que después de este año se consagró a la geometría constructivista de avant-garde. 

## Europa

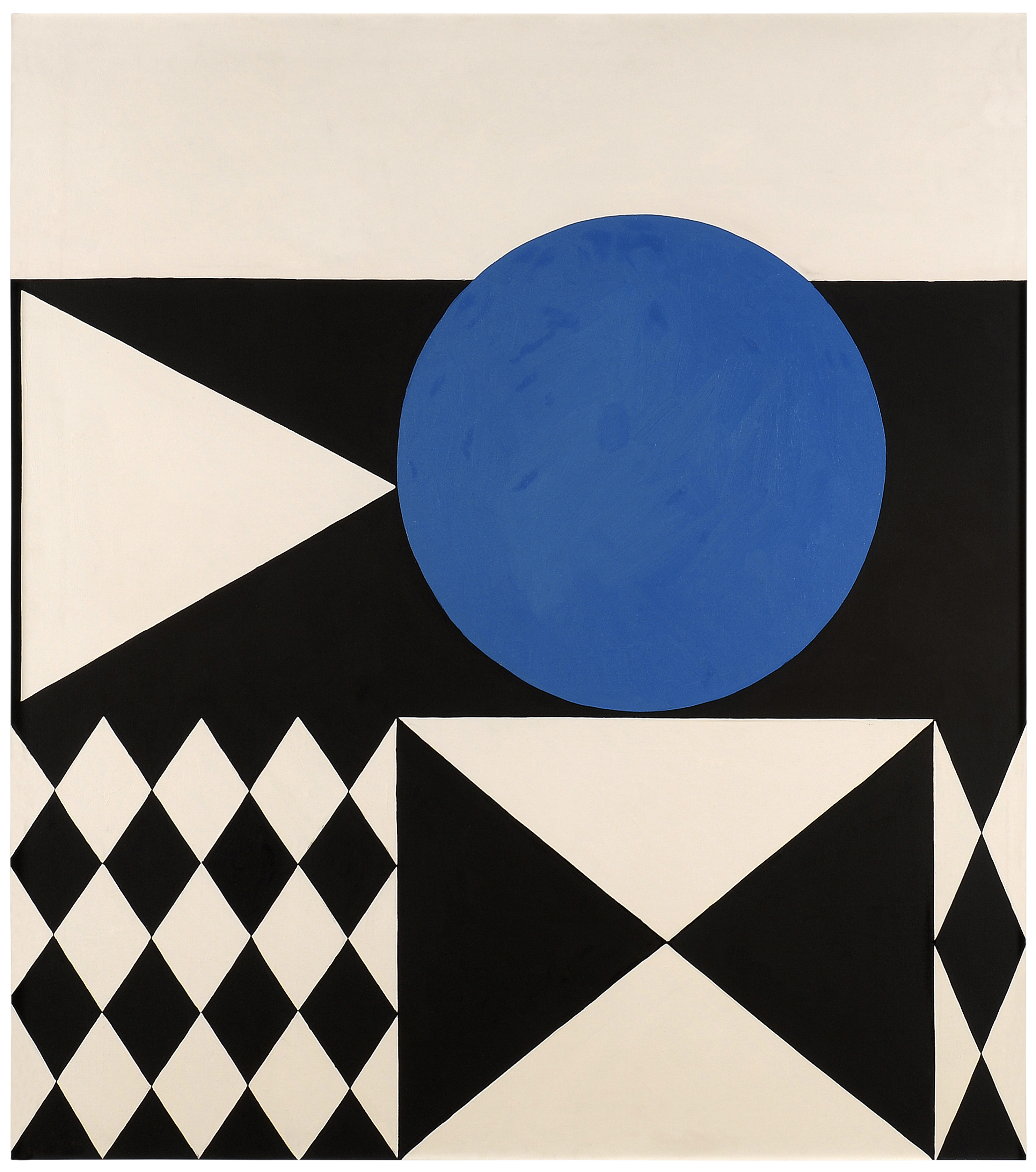
Círculo Azul, 1974, 100 x 90 cm, Wacofin / Lienzo

El primer premio concedido al Maestro Jorge Riveros fue en el Salón de Artistas Santandereanos en 1964. En ese mismo año viajó a Europa a participar en un curso de Historia de Arte en el Instituto de Cultura Hispánica y a realizar una especialización en Pintura Mural en la Escuela de Bellas Artes de Madrid, España. Un año después, en 1965, se trasladó a Alemania y realizó varias exposiciones individuales y colectivas en diferentes ciudades de este país. 
En 1969 incursionó en la abstracción geométrica y entró a formar parte del grupo de artistas Semikolon (Künstlergruppe), realizando numerosas exposiciones con esta asociación. Durante este año también se hizo miembro de la Asociación de Arte para el Rheinland y Westfalen en Düsseldorf. En 1971, Jorge Riveros fue invitado a formar parte de la Organización Internacional de Pintores Constructivistas "Círculo de Trabajo Constructivista" con sede en la ciudad de Bonn.

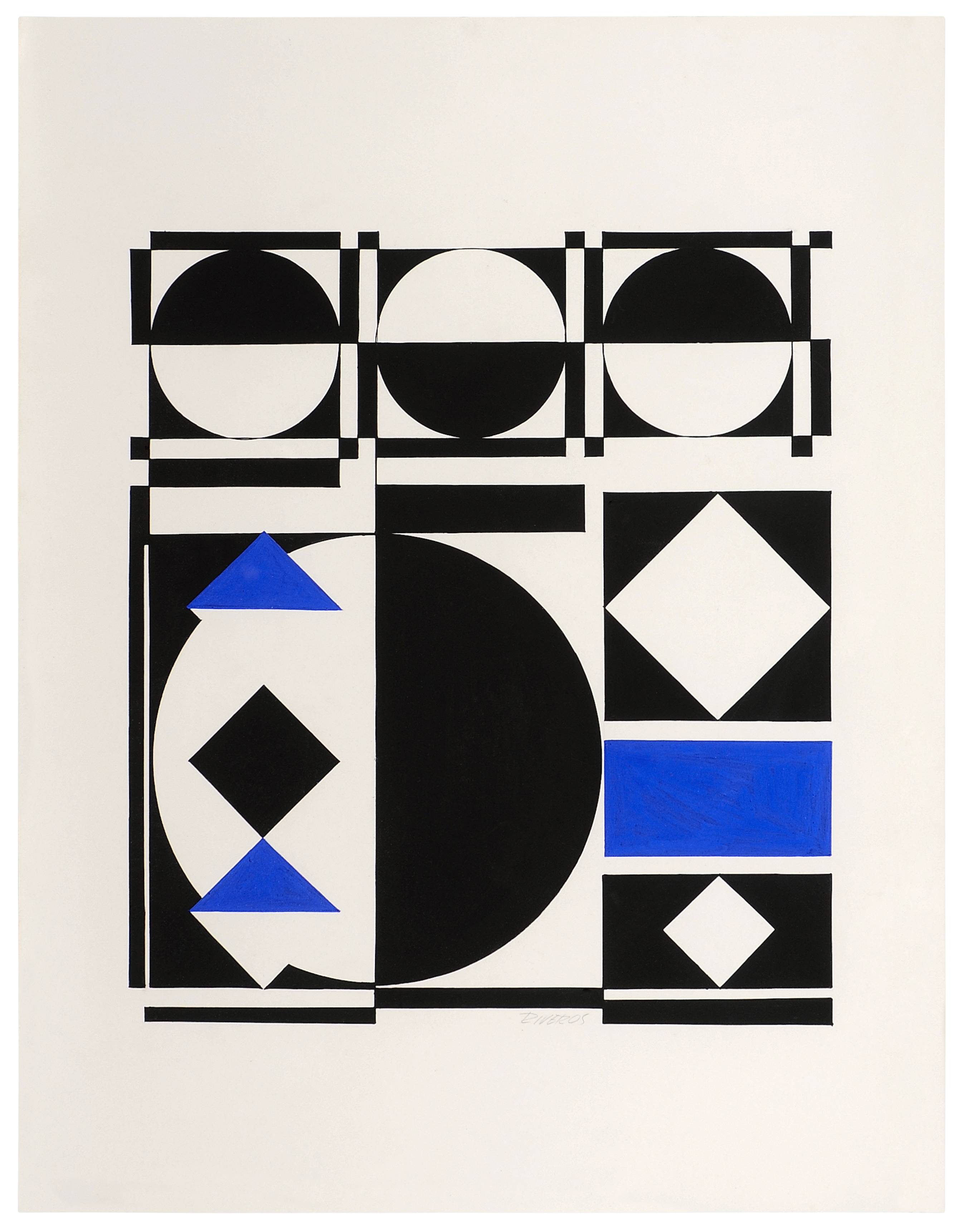
Serie: Evocación Constructiva # 8, 1971, 64 x 49 cm, Wacofin / Cartón

## Colombia
En el año 1975 decidió regresar a Colombia y fue nombrado como profesor en el Departamento de Bellas Artes de la Universidad Nacional de Colombia; sus cátedras principales fueron Bodegón, Retrato, Desnudo y Paisaje hasta 1999. Para 1977, era profesor de Dibujo y Pintura en la Universidad Jorge Tadeo Lozano y en la Universidad de La Sabana.
Fue comienzos de los años 80 y durante aproximadamente dos décadas, que desarrolló su pintura hacia el Constructivismo con claras influencias pre-colombinas, con colores más intensos y variados.
En 1983 participó como jurado e invitado especial en el primer Salón de Artes Visuales de Cúcuta, y al año siguiente, el gobierno de Argentina lo invitó a representar el arte colombiano en el Fondo Nacional de las Artes en su calidad de pintor y profesor del Departamento de Bellas Artes de la Universidad Nacional de Colombia. 
Hacia el año 1986 se convirtió en miembro fundador del Museo Bolivariano de Arte en Santa Marta, Colombia. Cuatro años después, en 1990, viajó por estudios a Alemania y participó en una subasta de Arte Latinoamericano en Christie´s, New York. 
En 1996 incursiona en la realización de murales de gran formato.
Para 1999 culminó su actividad como docente y se publicó el libro "Jorge Riveros" de la autoría de Francisco Gil Tovar y Víctor Guédez. Durante este mismo año, la Gobernación del Norte de Santander decretó incluir la vida y obra de Jorge Riveros en el currículo escolar.
Riveros ha participado en ferias de arte como ARTFI en Santo Domingo y ARTBO en Bogotá. Durante toda su trayectoria artística, trabajó igualmente la escultura en metal y ha realizado varios proyectos para espacios públicos en Bogotá; en 2010 desarrolla propuestas de mobiliario urbano.
Desde el año 1996, ha retomado el trabajo desarrollado en Alemania durante la década de los 60 y 70 sobre la abstracción geométrica, y ha realizado varias obras sobre sus ideas y propuestas de aquella época.
El 20 de julio de 2014 como celebración de la independencia de Colombia, el artista elaboró para Google el Doodle conmemorativo para la fecha.
Actualmente, vive y trabaja en Bogotá.

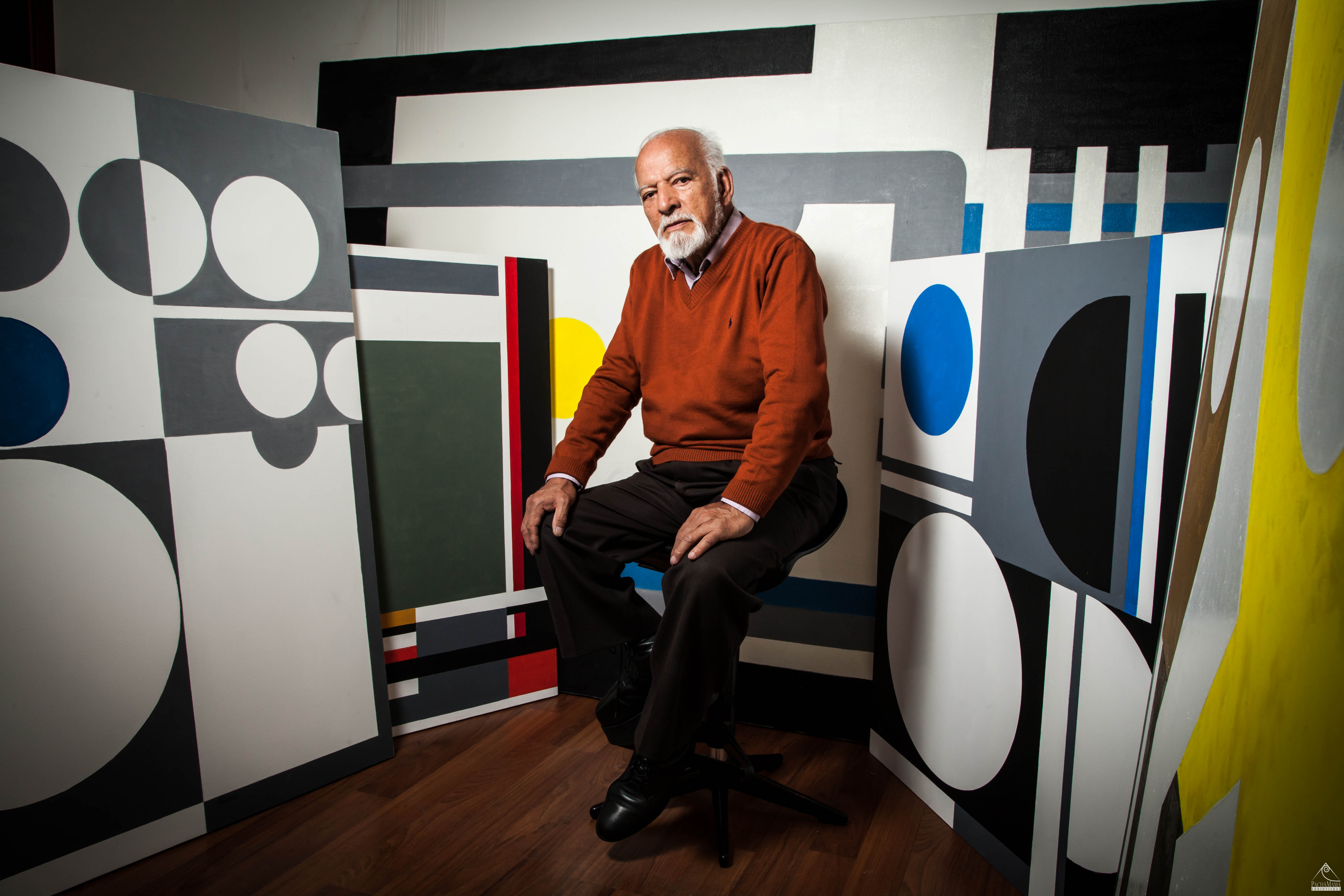
Maestro Jorge Riveros

- Datos: Q20055317

## Exposiciones Individuales
| Año  | Locación                                                                | Ciudad                                                    |
| ---- | ----------------------------------------------------------------------- | --------------------------------------------------------- |
| 1960 | Sociedad Económica Amigos del País                                      | Bogotá, Colombia                                          |
| 1961 | Galería El Callejón                                                     | Bogotá, Colombia                                          |
| 1962 | Hotel Tequendama                                                        | Bogotá, Colombia                                          |
| 1962 | Galería Industrial Biermann                                             | Bogotá, Colombia                                          |
| 1963 | Sala de Extensión Cultural de la Fundación Universidad de América       | Bogotá, Colombia                                          |
| 1964 | Galería El Callejón                                                     | Bogotá, Colombia                                          |
| 1966 | Ibero Club                                                              | Bonn, Alemania                                            |
| 1966 | Ibero América Haus                                                      | Frankfurt, Alemania                                       |
| 1968 | Bonner Kunstverein                                                      | Bonn, Alemania                                            |
| 1971 | Galerie Glaub                                                           | Köln, Alemania                                            |
| 1972 | Galerie Dörner                                                          | Hagen, Alemania                                           |
| 1973 | Galerie Ernährungsministerium                                           | Bad Godesberg, Alemania                                   |
| 1973 | Bonner Kunstverein                                                      | Bonn, Alemania                                            |
| 1973 | Kurfürstlichen Gärtnerhaus                                              | Bonn, Alemania                                            |
| 1974 | Galería Escala                                                          | Bogotá, Colombia                                          |
| 1974 | Galerie 61                                                              | Velbert, Alemania                                         |
| 1976 | Galería El Callejón                                                     | Bogotá, Colombia                                          |
| 1977 | Salón XX                                                                | Bogotá, Colombia                                          |
| 1977 | Galería Meindl                                                          | Bogotá, Colombia                                          |
| 1978 | Galería El Callejón                                                     | Bogotá, Colombia                                          |
| 1978 | Galería Arte Autopista                                                  | Medellín, Colombia                                        |
| 1978 | Cámara de Comercio                                                      | Bucaramanga, Colombia                                     |
| 1980 | Cámara de Comercio                                                      | Montería, Colombia                                        |
| 1982 | Galería Belarca                                                         | Bogotá, Colombia                                          |
| 1983 | Galería Belarca                                                         | Bogotá, Colombia                                          |
| 1984 | Galería Arte Autopista                                                  | Medellín, Colombia                                        |
| 1985 | Galería Acosta Valencia                                                 | Bogotá, Colombia                                          |
| 1987 | Galería Belarca                                                         | Bogotá, Colombia                                          |
| 1987 | Galería Arte Autopista                                                  | Medellín, Colombia                                        |
| 1988 | lber Arte Galería                                                       | Bogotá, Colombia                                          |
| 1990 | Museo Arte Moderno                                                      | Bucaramanga, Colombia                                     |
| 1990 | Galería Punkt                                                           | Berlín, Alemania                                          |
| 1991 | Galería Belarca                                                         | Bogotá, Colombia                                          |
| 1993 | Galería Arte Autopista                                                  | Medellín, Colombia                                        |
| 1993 | Exposición Itinerante por siete ciudades                                | Bélgica y Francia                                         |
| 1993 | Galería Belarca                                                         | Bogotá, Colombia                                          |
| 1993 | Galería Arte Moderno                                                    | Cali, Colombia                                            |
| 1994 | Galería M&S                                                             | Quito, Ecuador                                            |
| 1995 | Museo Bolivariano de Arte Contemporáneo                                 | Santa Marta, Colombia                                     |
| 1996 | Realización de mural en técnica mosaico                                 | Facultad de Veterinaria, Universidad Nacional de Colombia |
| 1996 | Realización de mural en 12 módulos                                      | Facultad de Derecho, Universidad Nacional de Colombia     |
| 1997 | Cámara de Comercio de Montería                                          | Montería, Colombia                                        |
| 1997 | Galería Arte Autopista                                                  | Medellín, Colombia                                        |
| 1998 | Lanzamiento del libro Jorge Riveros                                     | Villa del Rosario, Colombia                               |
| 1998 | Club del Comercio                                                       | Ocaña, Colombia                                           |
| 1998 | Galería Biblioteca Gabriel Turbay                                       | Bucaramanga, Colombia                                     |
| 1999 | Galería Fundación Pluma                                                 | Bogotá, Colombia                                          |
| 1999 | Galería Arte Autopista                                                  | Medellín, Colombia                                        |
| 2000 | Galería “El Cau de la Carreta”                                          | Sitges, España                                            |
| 2001 | Consulado General de Colombia                                           | Barcelona, España                                         |
| 2003 | Restauración Mural del Maestro alemán Ivo Schaible                      | Bogotá, Colombia                                          |
| 2004 | Galería Arte Autopista                                                  | Medellín, Colombia                                        |
| 2005 | Universidad Los Libertadores "Una mirada a la obra del Maestro Riveros" | Bogotá, Colombia                                          |
| 2006 | CENFER. Homenaje a su Vida y Obra                                       | Bucaramanga, Colombia                                     |
| 2007 | Centro Cultural Carrión Vivar                                           | Bogotá, Colombia                                          |
| 2008 | Torre del Reloj.                                                        | Cúcuta, Colombia                                          |
| 2008 | Museo de Arte Moderno Ramírez Villamizar                                | Pamplona, Colombia                                        |
| 2009 | Museo de Arte Moderno                                                   | Santo Domingo, República Dominicana                       |
| 2010 | Galería Alonso Garcés. Jorge Riveros 1968 - 1978                        | Bogotá, Colombia                                          |
| 2011 | Galería Arte Autopista                                                  | Medellín, Colombia                                        |
| 2015 | Museo de Arte Moderno de Bogotá                                         | Bogotá, Colombia                                          |

## Exposiciones Colectivas
| Año  | Locación                                                                       | Ciudad                                |
| ---- | ------------------------------------------------------------------------------ | ------------------------------------- |
| 1962 | XIII Salón de Artistas Nacionales                                              | Bogotá, Colombia                      |
| 1963 | XIV Salón de Artistas Nacionales                                               | Bogotá, Colombia                      |
| 1963 | Galería de Arte “El Escarabajo Azul”                                           | Bogotá, Colombia                      |
| 1964 | Primer Premio del 2.º Salón de Artistas Santandereanos                         | Bucaramanga, Colombia                 |
| 1964 | Galería de Arte Moderno. Seis Pintores Jóvenes                                 | Bogotá, Colombia                      |
| 1964 | Museo de Arte Moderno                                                          | Bogotá, Colombia                      |
| 1965 | III Bienal de Pintura y Escultura                                              | Zaragoza, España                      |
| 1966 | Galería de Arte Moderno                                                        | Bogotá, Colombia                      |
| 1967 | Primera Bienal Internacional                                                   | Barcelona, España                     |
| 1968 | Kunstpalast. XVIII Exposición de Invierno                                      | Düsseldorf, Alemania                  |
| 1968 | Kunstpalast. XIX Exposición de Invierno                                        | Düsseldorf, Alemania                  |
| 1969 | III Exposición de Arte de Düisdorf 69                                          | Bonn-Düisdorf, Alemania               |
| 1970 | Kunstpalast. XX Exposición de Invierno                                         | Düsseldorf, Alemania                  |
| 1971 | Rheinisches Landesmuseum. "Bonner Künstler"                                    | Bonn, Alemania                        |
| 1971 | Stadthalle "SemiKolon 7 1"                                                     | Bad Godesberg, Alemania               |
| 1971 | Kölner Kunstkaleidoskop                                                        | Köln, Alemania                        |
| 1971 | Städtebauministerium. "Tendencias Constructivas”                               | Bad Godesberg, Alemania               |
| 1971 | XXI Exposición de Invierno. Kunsthalle                                         | Düsseldorf, Alemania                  |
| 1972 | Funkhaus Hannover                                                              | Hannover, Alemania                    |
| 1972 | Haus an der Redoute. Los Grandes Formatos                                      | Bad Godesberg, Alemania               |
| 1972 | XXII Exposición de Invierno                                                    | Düsseldorf, Alemania                  |
| 1972 | Forum Bildender Künstler                                                       | Essen, Alemania                       |
| 1972 | Kölner Kunstkaleidoskop                                                        | Köln, Alemania                        |
| 1972 | Haus an der Redoute. Los Pequeños Formatos                                     | Bad Godesberg, Alemania               |
| 1973 | Galerie im Dänischen Möbelhaus. Bonner Künstler 74                             | Bonn, Alemania                        |
| 1974 | Rheinisches Landesmuseum. Kunstmarkt                                           | Bonn, Alemania                        |
| 1974 | XXIV Exposición de Invierno                                                    | Düsseldorf, Alemania                  |
| 1975 | Primer Salón de Artes Plásticas de ACOPEX                                      | Bogotá, Colombia                      |
| 1975 | Haus an der Redoute                                                            | Bad Godesberg, Alemania               |
| 1976 | Galería Independencia. Los Grandes de Colombia                                 | Bogotá, Colombia                      |
| 1976 | Museo de Arte de la Universidad Nacional                                       | Bogotá, Colombia                      |
| 1976 | Galería Escala                                                                 | Bogotá, Colombia                      |
| 1976 | Haús an der Redoute                                                            | Bad Godesberg, Alemania               |
| 1976 | Arte Contemporáneo de Latinoamérica                                            | Frankfurt, Alemania                   |
| 1977 | Museo de Arte Contemporáneo. Salón de Agosto                                   | Bogotá, Colombia                      |
| 1977 | Galería Independencia. Miniaturas de los Grandes de Colombia                   | Bogotá, Colombia                      |
| 1977 | Galería de Arte El Callejón. Panorama Artístico Colombiano                     | Bogotá, Colombia                      |
| 1978 | Galería El Charco                                                              | Cali, Colombia                        |
| 1978 | MAC Salón de Agosto                                                            | Bogotá, Colombia                      |
| 1978 | Feria del Arte                                                                 | Bogotá, Colombia                      |
| 1978 | Galería de Arte El Callejón                                                    | Bogotá, Colombia                      |
| 1978 | Galería La Gruta                                                               | Bogotá, Colombia                      |
| 1978 | Bellas Artes                                                                   | Ocaña, Colombia                       |
| 1979 | Galería Primera                                                                | Bucaramanga, Colombia                 |
| 1979 | MAC “Para los Niños”                                                           | Bogotá, Colombia                      |
| 1979 | Casa de la Cultura “García Rovira”                                             | Bucaramanga, Colombia                 |
| 1979 | Galería Etcétera. Cinco Artistas Colombianos                                   | Ciudad de Panamá, Panamá              |
| 1980 | Galería Doroteo                                                                | Bogotá, Colombia                      |
| 1980 | Galería El Callejón. Panorama Artístico Colombiano                             | Bogotá, Colombia                      |
| 1980 | Club de Profesionales                                                          | Bucaramanga, Colombia                 |
| 1981 | Museo de Arte Universidad Nacional de Colombia                                 | Bogotá, Colombia                      |
| 1981 | Galería del Banco Central Hipotecario. Grabados                                | Bogotá, Colombia                      |
| 1981 | Fundación Gilberto Alzate Avendaño. XII Salón de Agosto                        | Bogotá, Colombia                      |
| 1981 | Galería El Callejón                                                            | Bogotá, Colombia                      |
| 1982 | Galería Belarca                                                                | Bogotá, Colombia                      |
| 1982 | Galería Pluma                                                                  | Bogotá, Colombia                      |
| 1983 | Biblioteca Luis Ángel Arango                                                   | Bogotá, Colombia                      |
| 1983 | Ernita del Arte                                                                | Zipacón, Colombia                     |
| 1983 | Galería Elida Lara                                                             | Barranquilla, Colombia                |
| 1983 | Galería Acosta Valencia                                                        | Bogotá, Colombia                      |
| 1983 | Galería Belarca                                                                | Bogotá, Colombia                      |
| 1983 | Galería El Callejón                                                            | Bogotá, Colombia                      |
| 1983 | Biblioteca Gabriel Turbay                                                      | Bucaramanga, Colombia                 |
| 1983 | Primer Salón de Artes Visuales. Jurado e Invitado Especial                     | Cúcuta, Colombia                      |
| 1984 | Galería Belarca                                                                | Bogotá, Colombia                      |
| 1984 | Galería Diners                                                                 | Bogotá, Colombia                      |
| 1984 | Fondo Nacional de las Artes                                                    | Buenos Aires, Argentina               |
| 1984 | Galería Elida Lara                                                             | Barranquilla, Colombia                |
| 1984 | Arte Vial. 10 Pintores Colombianos                                             | San Cristóbal, Venezuela              |
| 1985 | Galería Belarca                                                                | Bogotá, Colombia                      |
| 1985 | Rathaus Stuttgart e IFA Galerie. Gráfica Colombiana                            | Bonn, Alemania                        |
| 1985 | Galería Elida Lara                                                             | Barranquilla, Colombia                |
| 1985 | Galería Pluma                                                                  | Bogotá, Colombia                      |
| 1985 | Galería Skandia                                                                | Bogotá, Colombia                      |
| 1985 | Galería Belarca.                                                               | Barranquilla, Colombia                |
| 1985 | Artes Plásticas en Colombia. Airport Galerie                                   | Frankfurt, Alemania                   |
| 1985 | Museo de Arte Moderno                                                          | Bogotá, Colombia                      |
| 1985 | Galería Roswitha Benkert Kusnacht                                              | Zúrich, Suiza                         |
| 1986 | Galería Elida Lara                                                             | Barranquilla, Colombia                |
| 1986 | Galería Belarca                                                                | Bogotá, Colombia                      |
| 1986 | XXX Salón Nacional. Museo Nacional                                             | Bogotá, Colombia                      |
| 1986 | Segunda Bienal                                                                 | La Habana, Cuba                       |
| 1986 | Museo Bolivariano de Arte Contemporáneo                                        | Santa Marta, Colombia                 |
| 1987 | Cámara de Comercio                                                             | Bogotá, Colombia                      |
| 1987 | Galería Belarca                                                                | Bogotá, Colombia                      |
| 1988 | Galería Arte Autopista                                                         | Medellín, Colombia                    |
| 1988 | Galería Belarca                                                                | Bogotá, Colombia                      |
| 1989 | Galería Casa Negret                                                            | Bogotá, Colombia                      |
| 1989 | 21 Años Galería Belarca                                                        | Bogotá , Colombia                     |
| 1989 | Artistas Santandereanos del 60. Museo de Arte Moderno                          | Bucaramanga, Colombia                 |
| 1989 | XXXIII Salón Nacional                                                          | Bogotá, Colombia                      |
| 1990 | Galería Casa Negret                                                            | Bogotá, Colombia                      |
| 1990 | Artistas Santandereanos de los 60. Museo de Arte Moderno                       | Bucaramanga, Colombia                 |
| 1990 | Participación en la Subasta de Arte Latinoamericano. Christie’s                | New York, EEUU                        |
| 1991 | Galería D’Art. Expositores del Abstracto                                       | Bogotá, Colombia                      |
| 1991 | Galería Carrión Vivar. Los Maestros                                            | Bogotá, Colombia                      |
| 1992 | Galería Belarca                                                                | Bogotá, Colombia                      |
| 1992 | ARTFI                                                                          | Bogotá, Colombia                      |
| 1992 | Galería Iber Arte. Bolívares                                                   | Bogotá, Colombia                      |
| 1992 | Galería Carrión Vivar                                                          | Bogotá, Colombia                      |
| 1992 | Convenio Andrés Bello. Ganador Concurso Retrato Andrés Bello                   | Bogotá, Colombia                      |
| 1992 | Museo de Arte Moderno Ramírez Villamizar                                       | Pamplona, Colombia                    |
| 1993 | Galería Carrión Vivar                                                          | Bogotá, Colombia                      |
| 1993 | Galería Skandia                                                                | Bogotá, Colombia                      |
| 1993 | Galería Belarca                                                                | Bogotá, Colombia                      |
| 1994 | Galería Arte Moderno                                                           | Cali, Colombia                        |
| 1994 | Galería Belarca 25 años                                                        | Bogotá, Colombia                      |
| 1994 | Galería Arte Autopista                                                         | Medellín, Colombia                    |
| 1994 | Galería Lafayette                                                              | París Francia                         |
| 1994 | Forma y Color en Colombia                                                      | Bogotá, Colombia                      |
| 1994 | Galería Gyval                                                                  | Pont Aven, Francia                    |
| 1994 | Museo de Arte Moderno                                                          | Guayaquil, Ecuador                    |
| 1994 | Museo de Arte Moderno                                                          | Bogotá, Colombia                      |
| 1995 | Galería Arte Autopista                                                         | Medellín, Colombia                    |
| 1995 | Galería Belarca                                                                | Bogotá, Colombia                      |
| 1995 | Forma y Color en Colombia                                                      | Bogotá, Colombia                      |
| 1996 | Museo Bolivariano de Arte Contemporáneo                                        | Santa Marta, Colombia                 |
| 1996 | Galería M&S                                                                    | Quito, Ecuador                        |
| 1996 | Galería Arte Autopista                                                         | Medellín, Colombia                    |
| 1996 | Galería Belarca                                                                | Bogotá, Colombia                      |
| 1997 | Arte Espacio. Uniandinos                                                       | Bogotá, Colombia                      |
| 1997 | Galería Mini formatos                                                          | Bogotá, Colombia                      |
| 1997 | Galería Belarca                                                                | Bogotá, Colombia                      |
| 1998 | Galería Carrión Vivar                                                          | Bogotá, Colombia                      |
| 1998 | Galería Arte Autopista                                                         | Medellín, Colombia                    |
| 1999 | "Arte Contemporáneo" Sala de Arte Universidad UDCA                             | Bogotá, Colombia                      |
| 1999 | Obra Gráfica. Sala de Arte Universidad UDCA                                    | Bogotá, Colombia                      |
| 1999 | "La Violencia" Museo de Arte Moderno                                           | Bogotá, Colombia                      |
| 1999 | "Obras Desconocidas de Maestros Conocidos" Universidad UDCA                    | Bogotá, Colombia                      |
| 2000 | Galería de Arte Autopista                                                      | Medellín, Colombia                    |
| 2000 | Galería Belarca                                                                | Bogotá, Colombia                      |
| 2001 | Arborizarte. Fundación Corazón Verde                                           | Bogotá, Colombia                      |
| 2001 | Galería Carrión Vivar                                                          | Bogotá, Colombia                      |
| 2002 | Hotel Radisson                                                                 | Bogotá, Colombia                      |
| 2002 | "Pequeño Formato" Museo de Arte de la Universidad Nacional                     | Bogotá, Colombia                      |
| 2003 | Centro Cultural de la Universidad de Salamanca                                 | Bogotá, Colombia                      |
| 2003 | Museo de Arte Contemporáneo                                                    | Bogotá, Colombia                      |
| 2003 | Galería de Arte Autopista                                                      | Medellín, Colombia                    |
| 2003 | "30 Años del Museo de Arte" Museo de Arte de la Universidad Nacional           | Bogotá, Colombia                      |
| 2003 | Galería Carrión Vivar                                                          | Bogotá, Colombia                      |
| 2003 | Museo de Arte Contemporáneo                                                    | Bogotá, Colombia                      |
| 2003 | "Mascaras". Museo Nacional                                                     | Bogotá, Colombia                      |
| 2003 | Oñate Fine Art                                                                 | Miami, Colombia                       |
| 2004 | Galería Carrión Vivar                                                          | Bogotá, Colombia                      |
| 2004 | Animarte. Fundación Corazón Verde. Subastado con colaboración de Christie's.   | New York, EEUU                        |
| 2005 | Sala de Arte Universidad UDCA                                                  | Bogotá, Colombia                      |
| 2006 | IV Feria de Artistas del Oriente Colombiano                                    | Bucaramanga, Colombia                 |
| 2007 | Galería Mundo. Abstracción Geométrica en Colombia                              | Bogotá, Colombia                      |
| 2007 | Equus Arte. Fundación Corazón Verde. Subastado con colaboración de Christie's. | New York, EEUU                        |
| 2008 | Centro Cultural Carrión Vivar                                                  | Bogotá, Colombia                      |
| 2009 | Feria de Arte ARTBO 2009                                                       | Bogotá, Colombia                      |
| 2009 | ARTFI                                                                          | Santo Domingo, República Dominicana   |
| 2009 | Formarte. Fundación Corazón Verde. Subastado con colaboración de Christie's.   | New York, EEUU                        |
| 2010 | Galería La Cometa. Geometría en Colombia                                       | Bogotá, Colombia                      |
| 2011 | Exposición y subasta a favor del Museo de Omar Rayo                            | Roldanillo, Valle del Cauca, Colombia |
| 2011 | Azularte. Fundación Corazón Verde. Subastado con colaboración de Christie’s    | New York, EEUU                        |
| 2011 | “Grandes Maestros”. Museo Bolivariano de Arte Contemporáneo                    | Santa Marta, Colombia                 |
| 2012 | Exposición y lanzamiento de los múltiples del programa Azularte                | Bogotá, Colombia                      |
| 2012 | Exposición y subasta a favor del Museo de Arte Moderno Ramírez Villamizar      | Pamplona, Colombia                    |
| 2012 | "Los que dibujan”. Sala de Arte Universidad UDCA                               | Bogotá, Colombia                      |
| 2012 | Feria de Arte ARTBO 2012                                                       | Bogotá, Colombia                      |
| 2013 | Feria BarranquillARTE 2013                                                     | Barranquilla, Colombia                |
| 2014 | Feria de arte ARTBO 2014 - Espacio “Referentes”                                | Bogotá, Colombia                      |
| 2016 | ARCO. Stand Galería León Tovar.                                                | Madrid, España.                       |
| 2016 | "Shadows". Galería León Tovar.                                                 | Nueva York, Estados Unidos.           |